# 6576 Kievtech
6576 Kievtech eller 1978 RK1 är en asteroid i huvudbältet som upptäcktes den 5 september 1978 av den rysk-sovjetiske astronomen Nikolaj Tjernych vid Krims astrofysiska observatorium på Krim. Den har fått sitt namn efter ett universitet i Kiev, Ukraina.
Asteroiden har en diameter på ungefär 16 kilometer och den tillhör asteroidgruppen Themis.